# Nico Ratti
Kevin Nicolás Ratti Fredes (Mendoza, 18 de septiembre de 1993), conocido como Nico Ratti, es un futbolista argentino que juega como guardameta en el F. C. Andorra de la Segunda División de España.

## Trayectoria
Nacido en Mendoza, empieza su carrera en su equipo local, el Huracán de San Rafael, antes de moverse a España en 2005 para firmar por el FC Andorra e integrarse en su fútbol base, debutando con el primer equipo, en categoría regional, con solo 15 años. En el verano de 2011, tras unas pruebas en el Real Madrid, firma por el CD Numancia para jugar en su juvenil. El 12 de julio del siguiente año firma por la UE Llagostera de la extinta Segunda División B, siendo inicialmente suplente de José Moragón.
Ratti debuta como sénior el 12 de mayo de 2013 en una derrota por 0-1 frente al RCD Mallorca "B" en la Segunda División B. Sin embargo, su debut profesional no llega hasta el 15 de octubre de 2015 en la victoria por 2-1 frente al Real Zaragoza en Copa del Rey.
El 18 de octubre de 2015, Ratti debuta en Segunda División jugando los 90 minutos en una victoria por 3-1 frente al Real Valladolid. Tras una temporada en la UE Sant Julià, vuelve al FC Andorra en enero de 2019.
Nico se consolida desde su llegada como el portero del FC Andorra, que en la temporada 2021-22 asciende a Segunda División.

## Clubes
Actualizado al último partido disputado el 22 de mayo de 2022.
| Club              | País    | Año       | Partidos |
| ----------------- | ------- | --------- | -------- |
| FC Andorra        | España  | 2008-2011 | 26       |
| UE Llagostera "B" | España  | 2012-2013 | 31       |
| UE Llagostera     | España  | 2013-2017 | 9        |
| UE Sant Julià     | Andorra | 2017-2019 | 36       |
| FC Andorra        | Andorra | 2019-act. | 79       |